# Hoffmannia racemifera
Hoffmannia racemifera är en måreväxtart som beskrevs av Paul Carpenter Standley och Julian Alfred Steyermark. Hoffmannia racemifera ingår i släktet Hoffmannia och familjen måreväxter. Inga underarter finns listade i Catalogue of Life.